# دولت‌آباد (هند)
دولت‌آباد (به انگلیسی: Daulatabad) یک منطقهٔ مسکونی در هند است که در بخش اورنگ‌آباد، مهاراشترا واقع شده‌است.